# 劇団東少
劇団東少（げきだんとうしょう）は、1949年に創立された児童演劇の専門劇団。主に毎年夏休みと冬休みに日本橋三越劇場でファミリーミュージカルを1983年から公演している他、日本全国に赴いている。

## 沿革
- 1949年 - 「コックの王様」,「王様の耳はロバの耳」（第1回演劇教室）,「床屋の子ども」
- 1950年 - 「ぶす」（第2回演劇教室）,「ピレネーの森の物語」（第3回演劇教室）
- 1951年 - 「ソフロン博士の金時計」（第4回演劇教室）
- 1952年 - 「山椒太夫」,「豆のにえるまで」（第6回演劇教室）
- 1953年 - 「絵かきと百姓虫」（第7回演劇教室）,「かみなりとお医者様」
- 1954年 - 「ロビンフッドのゆかいな冒険」
- 1955年 - 「フォスター物語」
- 1956年 - 「三銃士」,「昆虫物語」,「日本の子」（児童劇団コンクール入選）,「うさぎの帽子屋さんがさ」（演劇教室）,「ジャックと豆の木」
- 1957年 - 「うぬぼれ兎」（読売児童演劇祭入賞）,「むじな干兵衛」
- 1958年 - 「はだかの王様」,「たねもみの歌」,「天草四郎」（児童劇団コンクール入賞）
- 1959年 - 「新猿蟹合戦」（児童演劇コンクール入賞）
- 1960年 - 「ソンブレロ」（読売児童演劇祭入賞）,「むかしむかし山犬太郎」（厚生省児童福祉文化賞受賞）
- 1961年 - 「むちゃくちゃ小僧」
- 1962年 - 「シンデレラ姫」
- 1963年 - 「あしながおじさん」（児童演劇コンクール入賞）,「孫悟空」,「山小僧と少女」,「赤ずきんと狼」,「泣いた赤鬼」
- 1964年 - 「桃太郎」,「うぬぼれ兎」
- 1965年 - 「眠れる森の美女」
- 1966年 - 「赤い靴」
- 1967年 - 「ピノキオ」
- 1968年 - 「むちゃくちゃ小僧」（東京都児童劇団優秀作品）,「ちびくろサンボ」（日本バレ工協会推薦）,「きつねの悪太郎」
- 1969年 - 「シンデレラ」,「春を告げる鳥」,「ずんずくだいじん」
- 1972年 - 「白雪姫」（厚生省中央児童福祉特別推薦）,「水車小屋の悪魔」
- 1974年 - 「ゆれる銀時計」
- 1975年 - 「夢みる人」,「サーカス物語」,「アルプスの少女-ハイジ-」
- 1977年 - 「白鳥になった人形」（厚生省中央児童福祉特別推薦）
- 1978年 - 「ペテン師は天使」
- 1979年 - 「日本昔ばなし」
- 1980年 - 「雪女・しょじょ寺の狸ばやし」
- 1981年 - 「プリンプリン物語」,「ほえろ！しゅてん童子」
- 1983年 - 「さばく駅の少年夕二一」
- 1986年 - 「日本昔ばなしパート2」
- 1987年 - 「舌切雀」
- 1989年 - 「あかずきん」
- 1990年 - 「3びきのこぶた」
- 1991年 - 「人魚姫」
- 1993年 - 「つるのおんがえし」（厚生省中央児童福祉審議会推薦文化財）,「ごんぎつね」
- 1997年 - 「白鳥の湖」
- 1998年 - 「アルプスの少女ハイジ」「ごんぎつね・つるのおんがえし」
- 1999年 - 「シンデレラ」,「日本昔話」
- 2000年 - 「白雪姫」,「赤い靴〜ドリームドリーム」
- 2001年 - 「眠れる森の美女」,「3びきのこぶた・マッチ売りの少女」
- 2002年 - 「人魚姫」,「ごんぎつね・つるのおんがえし」
- 2003年 - 「アルプスの少女ハイジ」,「日本昔話」
- 2004年 - 「シンデレラ」「赤い靴〜ドリームドリーム」
- 2005年 - 「白雪姫」「3びきのこぶた・マッチ売りの少女」
- 2006年 - 「眠れる森の美女」,「ごんぎつね・つるのおんがえし」
- 2007年 - 「人魚姫」,「孫悟空」
- 2008年 - 「アルプスの少女ハイジ」,「日本昔話」
- 2009年 - 「シンデレラ」,「赤い靴」
- 2010年 - 「白雪姫」
- 2020年 - 「PINO」
- 2021年 - 「アルプスの少女ハイジ」,「シンデレラ」,「眠れる森の美女」[1]

## 受賞歴
- 厚生省児童福祉文化賞
- 東京都児童演劇祭優秀賞
- 東京都児童演劇祭奨励賞
- 読売児童演劇賞
- 日本児童演劇脚本賞
- 厚生省中央児童福祉審議会特別推薦
- 文化庁地方巡演・こども芸術劇場指定公演
- 東京都教委委属遠隔地公演／伊豆大島・三宅島・八丈島・小笠原・新島・神津島・式根島
- 茨城県教委遠隔地指定公演